# Acalolepta ternatensis
Acalolepta ternatensis är en skalbaggsart som först beskrevs av Stefan von Breuning 1936.  Acalolepta ternatensis ingår i släktet Acalolepta och familjen långhorningar. Inga underarter finns listade i Catalogue of Life.